# Antun Kalac
Antun Kalac (Žbrlini, 27. prosinca 1849. – Pazin, 13. svibnja 1919.) je bio preporoditelj istarskih Hrvata i hrvatski pjesnik, književnik, dramatik i književni prevoditelj. Bio je katolički svećenik. 

## Životopis
Rodio se u selu Žbrlinima na Pazinštini. U Pazinu je pohađao pučku školu te kod pazinskih franjevaca nižu gimnaziju na njemačkome jeziku. U Trstu je nastavio srednjoškolsko obrazovanje, pohađavši višu gimnaziju. U Gorici i Trstu išao je na bogosloviju. 
Prigodom školovanja u Trstu, došao je u kontakt s grupom hrvatskih intelektualaca okupljenih oko časopisa "Naša sloga".
U Pazinu se zaredio 1875. godine. Ondje je bio kapelanom do 1882. godine. Potpomagao je u svojem radu hrvatsko narodnjaštvo, pa je ubrzo došao u sukob s pobornicima talijanske politike ("talijanaši"). S obzirom na to da je na čelu Tršćanske biskupije - kojoj su u ono doba pripadali Pazin i drugi dijelovi središnje Istre - bio veliki istarski preporoditelj biskup Juraj Dobrila - mogao je A. Kalac nastaviti sa svojim radom i zalaganjem.  1882. godine je premješten u Buzet, gdje je bio župnikom i dekanom. 30. kolovoza 1906. opet je u Pazinu. Ondje je postavljen na dužnost prepozita i dekana. Njegov je hrvatski preporodni rad bio iznimno snažan, a trag je ostavio na Buzeštini i osobito u rodnoj Pazinštini, gdje je bio duhovnikom. Promicao je hrvatsko školstvo i branio narodna prava Hrvata u Istri. Zbog svog je rada čitavo vrijeme bio predmetom napada vladajućih talijanskih i talijanaških struktura. 
Pripadao je najznamenitijim Istranima svog vremena koji su branili, čuvali i štitili hrvatski nacionalni duh za burnih vremena talijanizacije Istre. Kao svećenik na značajnim položajima unutar Crkve, nije u građanskim udrugama zauzimao najistaknutija mjesta poput predsjedničkih, tajničkih i uredničkih - ali je njegov doprinos u tim krugovima bio vrlo značajan i povoljan.
Osim što je bio duhovni, prinos hrvatstvu dao je i u književnosti. U hrvatskoj je književnosti značajan kao osoba koja je pridonijela razvitku hrvatskog pjesničkog izričaja u Istri u 19. i 20. stoljeću. Pjesme - njih ukupno oko stotinu - je objavljivao u Našoj slozi, često pod pseudonimom "Nadan Zorin". Osim njih, bilo je njegovih proznih i dramskih pokušaja. Pjesme su mu odražavale njegovu svijest i zauzetost za hrvatstvo.
Ističe mu se pjesma Predobri Bože, koju se jedno vrijeme smatrala himnom istarskih Hrvata. Uglazbio ju je poznati hrvatski skladatelj s Istre Matko Brajša Rašan. Kako osoba iznimne erudicije, uspješno je prevodio djela značajnih književnika s raznih jezika, tako Schillerovu (Pjesma o zvonu), Rapiccija (poema Istra, jedini prepjev na hrvatski do danas). Preveo je i antičkog pisca Vergilija (Ecloge i Georgicon). 
Urednikom je spomen-knjige objavljene na stotoj obljetnici (1912.) rođenja hrvatskog preporoditelja, biskupa Jurja Dobrile.
1919. godine, prvih mjeseci poslije ratnih djelovanja kad je Italija okupirala Istru, Antun Kalac umro je u Pazinu.